# Абдуллаев, Ихтиёр Бахтиёрович
Ихтиёр Бахтиёрович Абдуллаев (узб. Ixtiyor Baxtiyorovich Abdullayev; 22 мая 1966, Учкуприкский район, Ферганская область) — узбекский государственный деятель. Занимал должности председателя Службы государственной безопасности Узбекистана (2018—2019), Генерального прокурора Узбекистана (2015—2018), сенатора Олий Мажлиса (2010—2015). В 2019 году приговорён военным судом к 18 годам заключения. 

## Биография
Ихтиёр Абдуллаев родился 22 мая 1966 года в Учкуприкском районе Ферганской области. Окончил Пермский государственный университет, получив специальность правоведа. 
В разное время работал: судебным исполнителем Ферганского городского суда (1988 — 1990); советником и главным советником управления юстиции Ферганской области (1990 — 1993); стажером-судьёй, исполняющим обязанности председателя Ферганского городского суда (1993 — 1995); судьёй Ферганского областного суда, председателем судебной коллегии по уголовном делам (1995 — 1997); референтом по вопросам гражданства и амнистии Службы Государственного советника Президента Узбекистана по координации действий правоохранительных и контрольных органов (1997 — 2000).
В 2000 году назначен председателем Андижанского областного суда в должности которого находился до 2001 года; работал заместителем Государственного советника Президента по координации действий правоохранительных и контрольных органов (2001 — 2002); первым заместителем министра юстиции (2002 — 2006); исполняющим обязанности Государственного советника Президента по вопросам совершенствования правовой базы реформирования и обновления страны (2006 — 2007); Государственным советником Президента по координации действий правоохранительных и контрольных органов (2007 — 2009); директором Института мониторинга действующего законодательства при Президенте Узбекистана (2006 — 2009).
В 2009 году стал Государственным советником Президента Узбекистана.
22 января 2010 года указом Президента Узбекистана назначен членом Сената Олий Мажлиса второго созыва. 20 января 2015 года указом Президента Узбекистана Ихтиёр Абдуллаев был вновь назначен сенатором.
21 апреля 2015 года Ихтиёр Абдуллаев заступил на должность Генерального прокурора Республики Узбекистан.
31 января 2018 года назначен на должность председателя Службы национальной безопасности.
11 февраля 2019 года Ихтиёр Абдуллаев покинул должность председателя СГБ по собственному желанию в связи с ухудшением здоровья (будучи во главе ведомства, он перенёс две сложные хирургические операции на шейном и поясничном отделах позвоночника, а также операцию на глазах).
14 июня 2019 года Генеральная прокуратура Узбекистана сообщила, что в отношении Ихтиёра Абдуллаева возбуждено уголовное дело.
27 сентября 2019 года Военный суд Республики Узбекистан признал Ихтиёра Абдуллаева виновным в «организации преступного сообщества, получении взяток, заключении сделок вопреки интересам Республики Узбекистан, вымогательстве, хищении чужого имущества, нарушении таможенного законодательства в особо крупных размерах, в интересах организованной группы и преступного сообщества, и ряда других уголовно наказуемых деяний, путём злоупотребления должностными полномочиями» и приговорил его к 18 годам заключения.